# فریزی (گلبهار)

فریزی (چناران)، روستایی از توابع شهرستان چناران در استان خراسان رضوی ایران است.
روستای فریزی در ۷۰ کیلومتری کلانشهر مشهد واقع شده‌است و دارای رودخانه و چشم‌اندازهای زیبا است.

## زبان
مردمان فریزی به زبان فارسی صحبت می‌کنند، که شباهت بسیاری به لهجه نیشابوری دارد.

## اماکن دیدنی
- آرامگاه امامزاده عبیداالله اعرج
- آبشار اویگ (آب یک)باز کردن منو اصلی

ویکی‌پدیا
جستجو
فریزی (گلبهار): تفاوت میان نسخه‌ها
مقاله بحث
→ تفاوت قدیمی‌تر
فریزی (گلبهار) (ویرایش)
نسخهٔ ‏۲۸ آوریل ۲۰۲۳، ساعت ۰۶:۴۶
```
۸٬۵۴۹ بایت حذف‌شده،  ۱۱ ساعت پیش
```

ابرابزار
فریزی (گلبهار)، روستایی از توابع بخش گلمکان شهرستان گلبهار در استان خراسان رضوی ایران است.
روستای فریزی در ٧٠۷۰ کیلومتری کلانشهر مشهد واقع شده‌است و دارای رودخانه و چشم اندازهایچشم‌اندازهای زیبا است. 

## زبان
مردمان فریزی به زبان فارسی صحبت می‌کنند، که شباهت بسیاری به لهجه نیشابوری دارد.

## تاج الدین فریزنی وابومسلم خراسانی  وسنبادوسیاه جامگان
- آرامگاه امامزاده عبیداالله اعرج: عبیدالله اعرج یکی از نوادگان سجاد امام چهارم شیعیان بوده‌است.
- آبشار اویگ (آب یک)

سادات فریزی از تیره سادات حسینی هستند شجره نامه (نسب نامه) آقا میراسد سیداسدالله خادم امام زاده عبیدالله فریزی میراسد بن میرسیدعباس متوفی ۱۳۴۷ هجری قمری 
نسب نامه ایشان چنین است براساس شجره نامه جداعلای سادات فریزی( اقا میرسید محمد) کتابت شده در محرم الحرام ۱۱۰۷ هجری قمری
میراسد سیداسدالله بن میرسید عباس بن میرمحمدبن میرحسین بن میرعلی بن میرسید محمد(سنه۱۱۰۷) بن میرسید حسن بن میرسید علی بن میرسید حسن بن میرحسین بن میر سید علم شاه بن میرسیف الله بن میرزا عرب بن میرقطب الدین بن محمد بن علی بن اسمعیل بن جعفربن کاظم بن رکن الدین بن ابراهیم بن علی بن مهدی بن کاظم بن اسحق بن علی بن مهدی تقی بن عبدالله بن هاشم بن عابدین بن حسن بن علی بن عبدلله بن حسن بن امام زاده علی الاصغر بن امام زین العابدین
برگرفته از کتاب برگی از تاریخ فریزی
در صفحه ۸
در کتیبه ای چنین نوشته شده عمل استاد احمد بن محمد الراقی فی تاریخ شهر رجب المرجب من شهور سنه تسع عشر سبع مائه ۹۷۷ تاریخ ساخت در وپنجره وضریح چوبی امام زاده فریزی ۹۷۷ قمری مقارن با سلطنت شاه طهماسب صفوی بیان شده است
از دیگر مشاهیر فریزی ( فریزن)
در کتاب جغرافیای خراسان تالیف حافظ ابرو درقرن هشتم هجری نام فریزی فریزن نوشته شده است
کتاب جغرافیای شهاب الدین عبدالله خوافی معروف به حافظ ابرو
در کتاب فرهنگ خراسان بخش طوس تالیف عزیزالله عطاردی که شرح تاریخ جهانگشای جوینی است
نام تاج الدین فریزنی امده است قرن ششم هجری
که در زمان مغول در طوس ده قلعه بدست فرو گرفته بود وتاج الدین اهل فریزن وساکن قلعه فریزن بوده است
تاج الدین .[ جُدْ دی ] (اِخ ) فریزنه . جوینی در تاریخ جهانگشای در «ذکر جنتمور و تولیت او در خراسان و مازندران » آرد :... پدرم با جمعی از معارف و اکابر از نشابور آیت فرار بر خواند و بر راه طوس بیرون آمد و در آن وقت از شارستان طوس یکی بود که او را تاج الدین فریزنه می گفتند بقتل و فتک از تمامت بی دینان گذشته و در طوس قلعه ای بدست فرو گرفته بود چون پدرم با بزرگان بدان حدود رسیدند... (تاریخ جهانگشای جوینی ج 2 ص 220).
وعزیز الله عطاردی در کتاب فرهنگ خراسان بخش طوس مینویسد فریزن  دهی است در جنوب چناران که هم اکنون به فریزی مشهوراست ومردم انجارا فریزنی میگویند یعنی  اهل فریزی
در 630 ق / 1233م جنتمور از سرداران مغول، که از جانب اوگتای قاآن حاکم خراسان و مازندران شده بود، یکی از امرای خود موسوم به کلبلات را برای دفع طرفداران جلال‌الدین خوارزمشاه به نیشابور فرستاد. بهاءالدین که در آن روزگار در آن شهر به سر می‌برد، به توس گریخت و به تاج‌الدین فریزنی صاحب قلعۀ آنجا پناه برد. کلبلات چون نیشابور را فتح، و قلعۀ توس را محاصره کرد، خواستار استرداد بهاءالدین شد. بهاءالدین جوینی را به سردار مغول تحویل دادند، اما برخلاف پیش‌بینیها، خان مغول از او استقبال کرد و وی را به رسالت نزد جنتمور فرستاد. جنتمور صاحب دیوانی ایالات خراسان و مازندران را به بهاءالدین سپرد. دو سال بعد در 633 ق بهاءالدین در معیت یکی از امیران مغول به رسالت به دربار اوگتای قاآن رفت و اوگتای او را نواخت و هدایایی به وی داد و فرمان صاحب دیوانی بخشهای وسیعی از ایران را به نام او صادر کرد. در 637 ق / 1239م چون کُرگوز به دربارخان مغول رفت، بهاءالدین را در سراسر قلمروش جانشین خویش کرد.
بهاءالدین با جمعی از معارف و اکابر نیشابور گریختند و به طوس رفته به تاج الدین فریزنی که متصرف قلعه ٔ طوس بود التجا بردند. کلبلات بعد از شکست دادن قراجه به طوس آمد و احوال این جماعت شنیده بود ایلچی بنزدیک تاج الدین فریزنی فرستاد و تسلیم ایشان را خواستار شد. فریزنی آنان را نزد کلبلات فرستاد و او بهاءالدین محمد و سایر بزرگان نیشابور را به احترام تمام پذیرائی کرد و به انواع استمالت مستظهر گردانید و ایشان را به خدمت جنتمور برد و او نیز مقدم آنان را گرامی داشت و پس از اندک مدتی صاحب دیوانی خراسان و مازندران را به بهاءالدین مقرر فرمود و یک دو سال بعد درحدود سنه ٔ 633 هَ . ق . بهاءالدین و گرگوز را به رسالت بنزد اوکتای قاآن فرستاد، اوکتای قاآن نیز درباره ٔ ایشان کمال عنایت را مبذول داشت و بهاءالدین
به روایتی ابومسلم خراسانی وسنباد از قلعه فریزی بوده اند ودرجنگ سیاه جامگان فریزن مشارکت فعال داشته اند بر علیه حکومت اعراب و برعلیه بنی امیه اموی
در تاریخ محل تولد ابومسلم فریدن ذکر شده که باتوجه به خراسانی بودن ابومسلم باید فریزن بوده باشد
لکن محل قیام سیاه جامگان به خونخواهی ابومسلم وتوسط سندباد از قلعه صعب العبور فریزن شروع شده است
جستارهای وابسته رده کنگره( کتاب برگی از تاریخ فریزی
چاپ نخست سال ۱۳۸۹  چاپخانه دانشگاه فردوسی مشهدمولف سید جواد خادم زاده)
- زو رودخانه

- تغارهای ججی
- مسیر کوهنوردی بینالود

## مشاغل
مردم این روستا به پرورش زنبور عسل، دامداری و باغداری مشغول می‌باشند.
مردم این روستا به پرورش زنبور عسل، دامداری و باغداری مشغول می‌باشند. همچنین این روستا یکی از قطب‌های تولید عسل طبیعی در استان خراسان می‌باشد. روستای فریزی با دارا بودن باغ‌های میوه بسیار زیبا که در امتداد رود سرازیر شده از قله بینالود قرار دارد انواع میوه‌ها را تولید می‌کند که عبارت‌اند از: گردو، سیب، آلو، زردآلو، گیلاس، آلبالو و هلو و بسیاری دیگر از میوه‌های متنوع.

## جمعیت
این روستا در بخش گلمکان قرار دارد و براساس سرشماری مرکز آمار ایران در سال ۱۳۸۵، جمعیت آن ۷۹۹ نفر (۲۵۳خانوار) بوده‌است.

## ریشه نامگذاری
نام فریزی برگرفته از( فر ) ، به معنای بزرگی و شکوه و ( زی )به معنای زندگی می باشد.که البته بر اساس کتیبه حاشیه یکی از کتب ادعیه نام فریزی قبل از حمله وحشیانه مغول‌ها به نام ” ذی امان ” یا ” ذی امران ” بوده است. که به این موضوع در منتهی الامال جلد ۲ نیز اشاره شده است . 

## مشاغل
مردم این روستا به پرورش زنبور عسل، دامداری و باغداری مشغول می‌باشند.

## جمعیت
این روستا در بخش گلمکان قرار دارد و براساس سرشماری مرکز آمار ایران در سال ۱۳۸۵، جمعیت آن ۷۹۹ نفر (۲۵۳خانوار) بوده‌است.